# أبو بكر خوقير
أَبُو بَكْرِ بْنُ مُحَمَّدِ عَارِفِ بْنِ عَبْدِ الْقَادِرِ بْنِ مُحَمَّدِ عَلِيِّ خُوقِيرَ الْمَكِّيُّ الْحَنْبَلِيُّ ويُعرف اختصارًا بـ أبي بكر خوقير (26 ذو الحجة 1284 – ربيع الأول 1349هـ / 1865 – 1930م) فقيه حنبلي من علماء البلد الحرام. ولد بمكة، وعين مفتيا للحنابلة، ثم اشتغل بالاتجار في الكتب، ثم عين مدرسا بالحرم المكي.
وممن وصل إلى الهند ومصر وغيرها لجلب كتب السلف ونشرها، وألف عدة كتب منها: مختصر في فقه الإمام أحمد، وكتاب ما لا بد منه في أمور الدين، وفصل المقال في توسل الجهال، وكلها طبعت في حياته، وكان من المنكرين للبدع والخرافات وأوذي بسبب ذلك وسجن مع المجرمين لأجل ذلك حتى ملك عبد العزيز فأخرجه وأكرمه.
أحد العلماء والأدباء الوراقون في الحجاز والمولود بمكة المكرمة في القرن الثالث عشر الهجري، وهو من علماء مكة الذين عاصروا الملك عبد العزيز وضمه الحجاز.

## حياته العلمية
تلقى تعليمه في الحرم المكي الشريف، وهو أحد خريجي المدرسة الصولتية. يعتبر أحد كبار علماء مكة المكرمة الذين ساروا على نهج السلف الصالح وذلك قبل دخول الدولة السعودية إلى الحجاز، كما يعتبر من المجاهدين لنشر العقيدة الإسلامية الصحيحة ومحاربة الخرافات ونبذها.

## عمله بالوراقة
اشتغل الكتبي في حرفة الوراقة، فقد تاجر بالكتب منذ أن عزله الشريف عون الرفيق من وظائف الحرم المكي الشريف؛ بسبب غضب الشريف على الشيخ عبد الرحمن سراج مفتي مكة المكرمة ورئيس علمائها، وأدى هذا الغضب إلى عزل المفتي وجميع من هم تحت رئاسته من من المفتين والمدرسين ومنهم: الكتبي الذي كان من مفتي الحنابلة كما كان مدرسًا وكانت له إقامة الصلاة في مقام الحنابلة. ورأى الكتبي الجانب المشرق من هذه الأزمة إذ أخذ في وقت لاحق يدعو للشريف عون بالرحمة لإلجائه إلى تجارة الكتب حتى يستعين بمردودها على طلب العلم ونشره، ومن ثم أخذت هذه التجارة في النمو فازداد مردودها وفتح مكتبة بباب السلام، وحرص على استيراد الكتب الدينية وخاصة كتب العقيدة السلفية من بلاد الهند.

## مؤلفاته
- فصل المقال وإرشاد الضال في توسل الجهال، طبع بمطبعة المنار بمصر.
- مسامرة الضيف في رحلة الشتاء والصيف، طبع في بيروت.
- ما لابد منه في أمور الدين، طبع بمصر.
- مختصر في فقه الإمام أحمد، طبعة في مصر بالمطبعة الأميرية. على نفقة الشيخ محمد بن حمد بن راشد عام 1349هـ.
- ثبت الأثبات.
- حسن الاتصال بفصل المقال في الرد على بابصيل وكمال.
- السجن والمسجونين.
- التحقيق في الطريق، في نقد الطرق المتصوفة.
- ما لا غنى عنه شرح ما لابد منه.[16]

## قالوا عنه
قال عنه الشيخ محمد رشيد رضا صاحب المنار:
" وقد جلست إليه في باب السلام غير مرة، وكان مهذباً، رقيق الطبع حسن المعاشرة على شدته في دينه، وأمره بالمعروف، ونهيه عن المنكر، حتى إن مجلسه لا يخلو من دعابة ما في المفاكهة، ونكت أدبية، وتاريخية، وكان يحي سماع الأصوات الشجية، ولا يرى بها بأساص. كان شديد الحرص على الإفادة، والاستفادة؛ لذلك كان يقرأ لطائفة من طلاب العلم دروساً في العلوم الدينية والتاريخية وغيرها في بيته، بعضها بالنهار وبعضها بالليل 
وصفه المؤرخ المكي الشيخ عبد الله غازي في قوله:
" العلامة، المحدث، السلفي، الأثري، المدرس بالمسجد الحرام، قرأ على مشاهير علماء مكة، وأعيانها منهم:
جده الشيخ عبد القادر خوقير، والعلامة السيد أحمد بن زيني دحلان، وغيرهم، وأخذ عن الأكابر الواردين إلى مكة 
ترجمه باستفاضة وأثنى عليه العلاّمة محمد منير عبده آغا الدمشقي، وقد صنفه في القسم الرابع الخاص بباعة الكتب في عصره وهم العلماء، وقال عنه:
«ومنهم الشيخ الوقور، والمجاهد الغيور أبوبكر بن محمد بن عارف بن عبد القادر بن محمد علي خوقير، المولود سنة 1282هـ تقريباً، ولد بمكة، ونشأ بها، وطلب العلم صغيراً، وتفقه على مذهب الإمام أبي حنيفة النعمان تبعاً لمذهب آبائه وأجداده، كما هي عادة الناس قديماً، ثم أشار عليه أستاذه الشيخ عبد الرحمن سراج الحنفي وعلى آخرين معه من طلبة العلم بأن يتفقهوا في مذهب أبي عبد الله أحمد بن حنبل الإمام المبجل الجليل، ويدرسوا ليكون في علماء الحجاز من يصلح أن يتولى منصب الفتوى في هذا المذهب. فدرس المرحوم المترجم له المذهب الحنبلي، وتمكن فيه، وبرع حتى أملى على أحد تلامذته قبل موته بمدة قصيرة مختصراً في الفقه وقمنا بطبعه» 

## الكتبي والملك عبد العزيز
على الرغم من معاصرة الكتبي للملك عبد العزيز وميله الشديد للدعوة السلفية، فلم يتهيأ له التعرف على الملك عبد العزيز آل سعود خاصة بعد ضم الملك الحجاز إلى حكمه، ولم يسع إلى طلب مساعدة الملك أو طلب وظيفة معينة ولم يجعل أحداً يتوسط له لدى الملك؛ وذلك من باب إخلاص العمل وقوة اليقين بأن الله سوف ييسر له الأمر في وقت ما، وبالفعل قبل وفاة الكتبي بسنة أرشد بعض العارفين بحال الكتبي الملك عبد العزيز إليه والذي عينه مدرسًا في الحرم الشريف.

## وفاته
توفي في يوم الجمعة في مطلع ربيع الأول (ربما السادس من ربيع الأول) من عام 1349هـ.